# 이로쿼이어족

이로쿼이어족(Iroquoian languages)은 미국 북동부와 캐나다 남동부에 걸쳐 쓰였던 아메리카 원주민 언어 계통 중의 하나이다. 이 어족은 모호크어, 웬다트어, 그리고 체로키어를 포함해서 다른 어족들에게 둘러싸여 있다. 예를 들어 이로쿼이 연맹 북쪽에는 모히칸어, 알곤킨어 등 알곤킨어족이 있다.
여기에 속한 모든 언어들은 최소한 하나의 비음모음 음소를 가지고 있다. 체로키어의 슈와 비음에서 'V'로 음역한것을 쓴다(예를 들어 "Hv"는 "Huh?"를 비음화해서 발음한다).

## 종류

### 북부
북부 이로쿼이어족
호수 이로쿼이
이로쿼이 연맹 및 서스퀘하노크
세네카-오논다가
세네카-카유가
세네카어
카유가어
오논다가
오논다가어
모호크-오네이다
오네이다어
모호크어
서스케하노크
서스케하노크어 (사멸)
휴런계통
웬다트어 (휴런-페툰) (사멸)
뉴트럴어 (Neutral) (사멸)
이리어 (사멸)
투스카로라-노토와이
투스카로라어 (심각한 위험)
노토와이어 (사멸)

### 남부
- 체로키어

## 다른 언어계통과의 관계
이로쿼이어족은 수어족과 카도어족과 함께 매크로수어족을 구성한다. 이로쿼이어족은 다른 매크로수어족에 속하는 아메리카 도착어와 마찬가지로 접두사, 접미사, 접요사를 쓴다. 대명사는 일반적으로 접두사로 나타내지만 삽입사를 사용하는 경우도 있다.